# Смеловский (посёлок)
Смеловский — посёлок в Верхнеуральском районе Челябинской области России. Входит в Кирсинское сельское поселение.

## География
Расположен в юго-западной части района, недалеко от границы с Республикой Башкортостан, на берегу реки Аналык. 
Связан шоссейными дорогами с соседними населенными пунктами, а также с городами Магнитогорском и Белорецком. Вдоль северо-восточной окраины проходит Южно-Уральская железная дорога (участок Магнитогорск — Белорецк Башкирского БАМа). Рядом расположена железнодорожная станция Смеловская. 
Расстояние по автодорогам до районного центра города Верхнеуральска 61,3 км.

## История
Посёлок основан в 1828 году однодворцами из села Михайловна Курской губернии, отсюда первоначальное название Курский. В 1930 году организован колхоз «Путь в коммуну»[страница не указана 1375 дней].

## Население
| 2002 | 2010 |
| ---- | ---- |
| 696  | ↗760 |

| 1873 | 1889 | 1900 | 1926 | 1959 | 1970 | 1983 | 1995 | 2002 | 2010 |
| ---- | ---- | ---- | ---- | ---- | ---- | ---- | ---- | ---- | ---- |
| 364  | 447  | 488  | 875  | 1100 | 490  | 478  | 606  | 696  | 760  |

(в 1873 — 364, в 1889 — 447, в 1900 — 488, в 1926 — 875, в 1959 — 1100, в 1970 — 490, в 1983 — 478, в 1995 — 606)

## Улицы
В посёлке 27 улиц и переулков

## Инфраструктура
- Детский сад[6],
- средняя школа[7],
- библиотека,
- фельдшерско-акушерский пункт[8].